# Receptor adrenérgico beta 1
El receptor adrenérgico beta 1 (ADRB1), también conocido como adrenoreceptor β1, es una proteína integral de membrana que actúa como receptor beta adrenérgico. El término también denota al gen que codifica al receptor.

## Función
Las acciones principales del receptor β1 incluyen:
- estimulación de secreciones viscosas repletas de amilasa de las glándulas salivales[2]
- Incrementa el gasto cardíaco
  - Aumenta la frecuencia cardíaca[3] en el nodo sinusal—efecto cronotrópico positivo
  - Aumenta la contractilidad del músculo cardíaco de las aurículas—efecto inotrópico positivo
  - Aumenta la contractibilidad y la automaticidad del músculo cardíaco[3] de los ventrículos
  - Incrementa la conducción y la automaticidad[3] del nódulo auriculoventricular
- liberación de la renina de las células yuxtaglomerulares[3]
- lipolisis en tejido adiposo[3]
- transducción de señales en la corteza cerebral

## Agonistas
El medicamento isoprenalina tiene una mayor afinidad por los receptores β1 que la noradrenalina, el cual a su vez se une con mayor afinidad que la adrenalina. Algunos agonistas selectivos por el receptor β1 incluyen: 
- dobutamina[2] (en shock cardiogénico)
- xamoterol[2] (estimulante cardíaco)

## Antagonistas
Los antagonistas selectivos por los receptores β1 incluyen, entre otros:
- Acebutolol (en la hipertensión, angina de pecho y arritmias)[4]
- Atenolol[2] (en la hipertensión, coronariopatía, arritmias e infarto de miocardio)
- Betaxolol (en la hipertensión y glaucoma)
- Bisoprolol[5] (en la hipertensión, coronariopatías, arritmias, infarto de miocardio y cardiopatías isquémicas)
- Esmolol (en arritmias)
- Metoprolol[2] en la hipertensión, coronariopatías, arritmias, infarto de miocardio e insuficiencia cardíaca)
- Nebivolol en la hipertensión)

## Mecanismo de acción
El receptor adrenérgico β1 está asociado a una subunidad de la proteína G conocida como Gs, el cual activa a la adenilil ciclasa causando un aumento en la concentración intracelular de AMPc en células cardíacas contráctiles.

## Gen
El gen que codifica al receptor β1 se encuentra en el cromosoma 10, en una región muy cercana al sitio de codificación del receptor adrenérgico alfa 2. Los polimorfismos del gen ADRB1 han demostrado una habilidad de afectar la frecuencia cardíaca en reposo y por lo tanto, pueden estar asociados a la aparición de una insuficiencia cardíaca.